# Iława (gromada)
Iława (do 31 XII 1959 Wikielec) – dawna gromada, czyli najmniejsza jednostka podziału terytorialnego Polskiej Rzeczypospolitej Ludowej w latach 1954–1972.
Gromady, z gromadzkimi radami narodowymi (GRN) jako organami władzy najniższego stopnia na wsi, funkcjonowały od reformy reorganizującej administrację wiejską przeprowadzonej jesienią 1954 do momentu ich zniesienia z dniem 1 stycznia 1973, tym samym wypierając organizację gminną w latach 1954–1972.
Gromadę Iława z siedzibą GRN w mieście Iławie (nie wchodzącym w jej skład) utworzono 1 stycznia 1960 w powiecie iławskim w woj. olsztyńskim w związku z przeniesieniem siedziby GRN gromady Wikielec z Wikielca do Iławy i zmianą nazwy jednostki na gromada Iława; równocześnie do nowo utworzonej gromady Iława włączono obszar zniesionej gromady Dziarny, a także wsie Szałkowo, Kamień i Wola Kamieńska oraz osady Windyki i Kwiry ze zniesionej gromady Tynwałd w tymże powiecie.
Gromada przetrwała do końca 1972 roku, czyli do kolejnej reformy gminnej. 1 stycznia 1973 w powiecie iławskim reaktywowano zniesioną w 1954 roku (wówczas w powiecie suskim) gminę Iława.